# Peñarandilla
Peñarandilla település Spanyolországban, Salamanca tartományban.  Lakosainak száma 181 fő (2024).

## Népesség
A település népessége az elmúlt években az alábbi módon változott:
| Lakosok száma | 276  | 257  | 248  | 239  | 232  | 223  | 197  | 182  | 179  | 181  |
|               | 2001 | 2004 | 2007 | 2009 | 2012 | 2014 | 2017 | 2019 | 2022 | 2024 |